# Rok Jubileuszowy

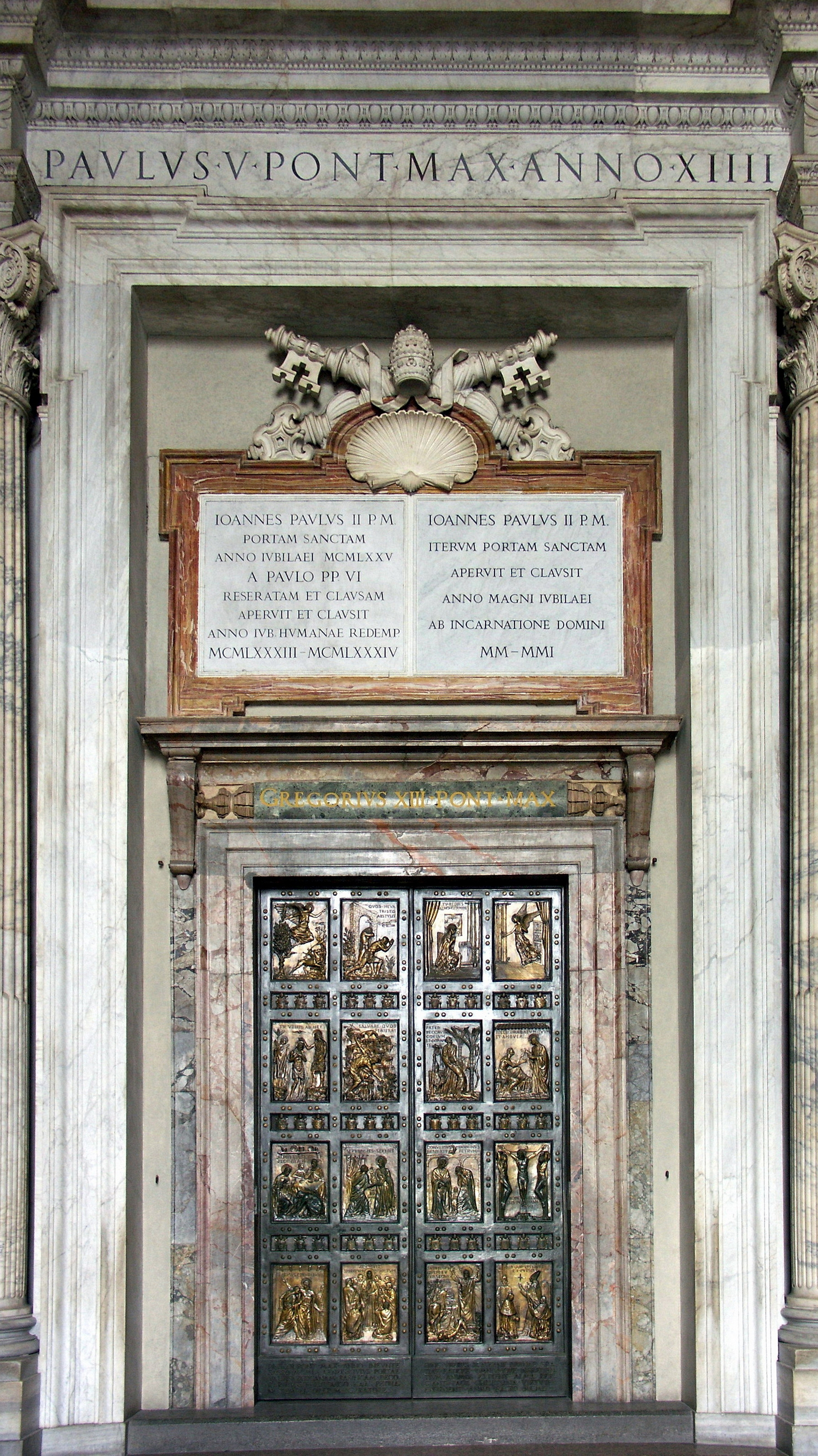
Święte drzwi (łac. Porta Santa) w Bazylice św. Piotra w Rzymie, otwierane z okazji rozpoczęcia roku jubileuszowego. Współcześnie jubileusz obchodzony jest w Kościele rzymskokatolickim zazwyczaj co 25 lat.

Rok Jubileuszowy, Rok Święty (hebr. יובל – jubileusz) – w tradycji żydowskiej i chrześcijańskiej rok szczególnej łaski, przypominający pochodzenie człowieka od Boga.

## Judaizm
W Starym Testamencie (por. Kpł 25, 8-17 i nn.) znany był rok jubileuszowy obchodzony co 50 lat, w którym wyrównywano nierówności społeczne, a każdy był zwalniany z długów. Symbolizowało to nadanie człowiekowi ziemi przez Boga jedynie w lenno. Rok jubileuszowy obchodzony był po siedmiu latach szabatowych, które obchodzono co siedem lat (7 x 7). Rok ogłaszany był przez kapłana dęciem w barani róg (szofar).
Oto fragment Księgi Kapłańskiej na temat roku jubileuszowego:
Przepisy ogólne dotyczące roku jubileuszowego
8 Policzysz sobie siedem lat szabatowych, to jest siedem razy po siedem lat, tak że czas siedmiu lat szabatowych będzie obejmował czterdzieści dziewięć lat. 9 Dziesiątego dnia, siódmego miesiąca zatrąbisz w róg. W Dniu Przebłagania zatrąbicie w róg w całej waszej ziemi. 10 Będziecie święcić pięćdziesiąty rok, oznajmijcie wyzwolenie w kraju dla wszystkich jego mieszkańców. Będzie to dla was jubileusz – każdy z was powróci do swej własności i każdy powróci do swego rodu. 11 Cały ten rok pięćdziesiąty będzie dla was rokiem jubileuszowym – nie będziecie siać, nie będziecie żąć tego, co urośnie, nie będziecie zbierać nieobciętych winogron, 12 bo to będzie dla was jubileusz, to będzie dla was rzecz święta. Wolno wam jednak będzie jeść to, co urośnie na polu.
Własność gruntowa w roku jubileuszowym
13 W tym roku jubileuszowym każdy powróci do swej własności. 14 Kiedy więc będziecie sprzedawać coś bliźniemu albo kupować coś od bliźniego, nie wyrządzajcie krzywdy jeden drugiemu. 15 Ale odpowiednio do liczby lat, które upłynęły od jubileuszu, będziesz kupował od bliźniego, a on sprzeda tobie odpowiednio do liczby lat plonów. 16 Im więcej lat pozostaje do jubileuszu, tym większą cenę zapłacisz, im mniej lat pozostaje, tym mniejszą cenę zapłacisz, bo ilość plonów on ci sprzedaje. 17 Nie będziecie wyrządzać krzywdy jeden drugiemu. Będziesz się bał Boga twego, bo Ja jestem Pan, Bóg wasz! (Kpł 25, 8-17; Biblia Tysiąclecia 2003)

## Chrześcijaństwo
W średniowieczu w chrześcijaństwie przyjęto tradycję wzorowaną na żydowskiej z inicjatywy biskupa Rzymu. W 1300 r. obchodzono go po raz pierwszy (decyzją Bonifacego VIII) i początkowo miał być obchodzony co 100 lat (a więc następny miałby wypaść dopiero w 1400 r.). Decyzją kolejnych papieży okres ten skrócono do lat 50 (Klemens VI, Rok Jubileuszowy wypadł w 1350), następnie 33 (lata życia Chrystusa; decyzją Urbana VI), a ostatecznie do 25 (Paweł II). W efekcie od II poł. XV wieku Rok Jubileuszowy, jeżeli zewnętrzne okoliczności (wojna, konklawe itp.) na to pozwalają, obchodzony jest co 25 lat.
Ostatni regularny jubileusz obchodzono w roku 2000 jako Wielki Jubileusz Roku 2000 w drugie millenium przyjścia Chrystusa na świat. Kolejny cykliczny jubileusz powinien przypadać w 2025 r.
Rok Święty ogłaszano również ze specjalnych okazji poza wyznaczonymi okresami. Rok 1933 papież Pius XI ogłosił Świętym dla przypomnienia 1900. rocznicy zbawczej śmierci Chrystusa. Jubileusz został zapowiedziany 24 grudnia 1932 a trwał od 2 kwietnia 1933 do 2 kwietnia 1934. W roku 1983 z inicjatywy Jana Pawła II obchodzono Jubileusz z okazji 1950. rocznicy tego zdarzenia. Rok 2008 z inicjatywy Benedykta XVI obchodzony był jako Rok św. Pawła w drugie millenium od narodzin św. Pawła.
Nazwa Rok Jubileuszowy (Święty) zwyczajowo pisana jest wielką literą, choć nie jest nazwą własną.

### Otwarcie Roku Jubileuszowego
Współcześnie otwarcie Roku Świętego następuje 24 grudnia, a w przypadku jubileuszy nadzwyczajnych i specjalnych – w terminie wyznaczonym przez Papieża. Od 1423 roku oficjalnemu rozpoczęciu obchodów towarzyszy obrzęd otwarcia Świętej Bramy w przedsionku jubileuszowych kościołów w Rzymie, przede wszystkim bazyliki św. Piotra. Brama ta została postawiona na polecenie papieża Piusa XII i po raz pierwszy otwarta 24 grudnia 1949 r., co rozpoczęło Rok Jubileuszowy 1950. Otwarcie bramy poprzedziło symboliczne, trzykrotne uderzenie młotka. W okresie pomiędzy jubileuszami, od wnętrza bazyliki bramę zasłania mur, budowany po zakończeniu poprzedniego, a burzony przed otwarciem następnego takiego roku.

### Odpusty
Szczególną oznaką lat jubileuszowych jest możliwość uzyskania odpustu. Można go było uzyskać w Rzymie, odwiedzając jeden z czterech kościołów (bazylika św. Piotra, św. Pawła za Murami, św. Jana na Lateranie, S. Maria Maggiore). Podobnymi przywilejami nadanymi przez papieży cieszyły się niektóre miasta włoskie. Papież Bonifacy IX zezwolił również na odpust w Krakowie od 1 czerwca do 30 września 1392 r. Podczas jubileuszu w 1450 r. papież Mikołaj V na prośbę biskupa krakowskiego, Zbigniewa Oleśnickiego, zgodził się, aby ci, którzy nawiedzą kościoły katedralne w Gnieźnie, Krakowie, Lwowie lub Wilnie mogli uzyskać odpust jubileuszowy. Papież wysłał do Polski legata, słynnego kaznodzieję Jana Kapistrana i upoważnił go do udzielania odpustów wszystkim, którzy będą słuchać jego kazań. Jan Kapistran codziennie głosił kazania, na które przychodziło po 20-30 tysięcy ludzi. W latach jubileuszowych 1983 oraz 2000 odpust można było uzyskać także w kościołach katedralnych i diecezjalnych, wyznaczonych w miejscach pielgrzymek na całym świecie.

### Wykaz lat jubileuszowych
- Rok Święty 1300 ogłoszony bullą 22 lutego przez Bonifacego VIII.
- Rok Święty 1350 ogłoszony bullą Unigenitus Dei Filii przez Klemensa VI.
- Rok Święty 1390 ogłoszony bullą w kwietniu 1389 przez Urbana VI, obchodzony podczas pontyfikatu Bonifacego IX.
- Rok Święty 1400 ogłoszony przez papieża Bonifacego IX.
- Rok Święty 1423 ogłoszony przez papieża Marcina V; po raz pierwszy otwarto Drzwi Święte w bazylice św. Jana na Lateranie..
- Rok Święty 1450 ogłoszony bullą Immensa et innumerabilia przez Mikołaja V.
- Rok Święty 1475 ogłoszony bullą Qeem ad modum operosi w 1473 przez Sykstusa IV.
- Rok Święty 1500 ogłoszony przez Aleksandra VI.
- Rok Święty 1525 ogłoszony bullą 18 grudnia 1524 przez Klemensa VII.
- Rok Święty 1550 ogłoszony w maju 1549 przez Pawła III, obchodzony podczas pontyfikatu Juliusza III od lutego 1550.
- Rok Święty 1575 ogłoszony przez Grzegorza XIII dwukrotnie: 20 maja i 19 grudnia 1574.
- Rok Święty 1600 obchodzony podczas pontyfikatu Klemensa VIII od 31 grudnia 1599 do 13 stycznia 1601 (opóźnienie otwarcia i zamknięcia obchodów było spowodowane chorobami papieża).
- Rok Święty 1625 ogłoszony bullą Omnes gentes, plaudite unanibus przez Urbana VIII.
- Rok Święty 1650 obchodzony podczas pontyfikatu Innocentego X.
- Rok Święty 1675 obchodzony podczas pontyfikatu Klemensa X.
- Rok Święty 1700 obchodzony podczas pontyfikatu Innocentego XII i Klemensa XI (z powodu choroby papieża bramę otwierał kardynał Emanuel Bouillon).
- Rok Święty 1725 ogłoszony bullą Innocentego XIII w dniu 29 czerwca 1724 już po jego śmierci, obchodzony podczas pontyfikatu Benedykta XIII.
- Rok Święty 1750 ogłoszony bullą Peregrinantes w marcu 1749 przez Benedykta XIV.
- Rok Święty 1775 ogłoszony bullą Salutis Nostrae przez Klemensa XIV, obchodzony podczas pontyfikatu Piusa VI od 26 lutego do 25 grudnia 1775 (Klemens XIV zmarł we wrześniu 1774, a Pius VI został wybrany papieżem 15 lutego, stąd opóźnienie).
- Rok Święty 1825 ogłoszony bullą Quod hoc ineunte saeculo 27 maja 1824 przez Leona XII (podczas obchodów bazylika św. Pawła za Murami była zniszczona przez pożar, zastąpiono ją bazyliką św. Marii na Zatybrzu).
- Rok Święty 1875 ogłoszony 24 grudnia 1874 bullą Gravibus ecclesiae et huius saeculi calamitatibus przez Piusa IX, obchodzony bez uroczystego otwarcia bram.
- Rok Święty 1900 ogłoszony bullą Properante ad exitum przez Leona XIII.
- Rok Święty 1925 ogłoszony w maju 1924 bullą Infinita Dei misericordia przez Piusa XI.
- Rok Święty 1933 – Jubileusz Odkupienia, ogłoszony światu 24 grudnia 1932 (po raz pierwszy przez radio), obchodzony od 2 kwietnia 1933 do 2 kwietnia 1934 podczas pontyfikatu Piusa XI.
- Rok Święty 1950 obchodzony podczas pontyfikatu Piusa XII jako Rok Pokoju.
- Rok Święty 1975 ogłoszony 23 maja 1974 przez Pawła VI.
- Rok Święty 1983 ogłoszony przez Jana Pawła II 6 stycznia 1983; obchodzony z okazji Jubileuszu Odkupienia w dniach 25 marca 1983 – 22 kwietnia 1984.
- Rok Święty 2000 ogłoszony 29 listopada 1998 przez Jana Pawła II jako Wielki Jubileusz dwóch tysięcy lat chrześcijaństwa.
- Rok Święty 2025 ogłoszony przez papieża Franciszka bullą Spes non confundit[1].

### Jubileusze Nadzwyczajne
Oprócz Lat Jubileuszowych w kościele obchodzone są Jubileusze Nadzwyczajne, ogłaszane przez papieża i dotyczące tylko określonego obszaru. Dla Polski ogłoszono następujące jubileusze:
- ogłoszony przez Pawła V w dniu 10 października 1609 jako wezwanie do modlitw za Polskę
- ogłoszony przez Innocentego XI w dniu 11 sierpnia 1683 wzywający o pomoc w walce z wojskami tureckimi (przed odsieczą wiedeńską).
- Rok Święty 2016 został ogłoszony 11 kwietnia 2015 przez Franciszka bullą Misericordiae vultus jako Nadzwyczajny Jubileusz Miłosierdzia. Trwał od 8 grudnia 2015 do 20 listopada 2016
- 5 stycznia 2025 r. w Sanktuarium Matki Bożej w Cudy Wielmożnej Pani Poznania dekretem Stolicy Apostolskiej został ogłoszony Rok Jubileuszowy 800-lecia Pieśni Słonecznej św. Franciszka z Asyżu. Odpustu zupełnego mogą dostąpić wszyscy wierni nawiedzający w Roku Jubileuszowym 2025 w formie pielgrzymki kościoły i klasztory należące do prowincji św. Maksymiliana M. Kolbe zakonu franciszkanów konwentualnych[2].